# Скольжение асинхронного двигателя
Скольжение асинхронного двигателя — относительная разность скоростей вращения ротора и изменения переменного магнитного потока, создаваемого обмотками статора двигателя переменного тока. Скольжение может измеряться в относительных единицах и в процентах.
{\displaystyle s=(n_{1}-n)/n_{1}},
где {\displaystyle n} — скорость вращения ротора асинхронного двигателя, об/мин
{\displaystyle n_{1}} — скорость циклического изменения магнитного потока статора, называется синхронной скоростью двигателя.
{\displaystyle n_{1}=60\times f/p},
где f — частота сети переменного тока, Гц
p — число пар полюсов обмотки статора (число пар катушек на фазу).
Из последней формулы видно, что скорость вращения двигателя n практически определяется значением его синхронной скорости, а последняя при стандартной частоте 50 Гц зависит от числа пар полюсов: при одной паре полюсов — 3000 об/мин, при двух парах — 1500 об/мин, при трёх парах — 1000 об/мин и т. д.

## Режим холостого хода
Холостой ход асинхронного двигателя подразумевает отсутствие на валу нагрузки в виде рабочего органа или редуктора. В режиме холостого хода скольжение составляет
{\displaystyle s=(n_{1}-n_{1})/n_{1}=0}.
В режиме холостого хода ротор вращается с частотой лишь немного меньшей синхронной частоты вращения {\displaystyle n_{1}} и скольжение весьма мало отличается от нуля.
Следует заметить, что так же существует режим идеального холостого хода, при котором {\displaystyle n=n_{1}}, что практически реализовать невозможно, даже если учесть отсутствие силы трения в подшипниках. Сам принцип работы двигателя подразумевает отставание ротора от вращающегося магнитного поля статора. При {\displaystyle s=0} поле статора не пересекает обмотки ротора и не может индуцировать в нём ток, а значит не создаётся магнитное поле ротора.

## Генераторный режим
Если обмотку статора включить в сеть, а ротор посредством приводного двигателя вращать в направлении вращения магнитного поля с частотой {\displaystyle n>n_{1}}, то направление движения ротора относительно поля статора изменится на обратное (по сравнению с двигательным режимом), так как ротор будет обгонять поле статора. При этом скольжение станет отрицательным, а ЭДС, наведенная в обмотке ротора изменит свое направление. Таким образом, в генераторном режиме скольжение может изменяться в диапазоне {\displaystyle -\infty <s<0}, то есть оно может принимать любые отрицательные значения.

## Режим торможения противовключением
В режиме электромагнитного торможения частота вращения ротора является отрицательной, поэтому скольжение принимает положительные значения больше единицы
{\displaystyle s=[n_{1}-(-n)]/n_{1}=(n_{1}+n)/n_{1}>1}
Таким образом, скольжение в режиме торможения противовключением может изменяться в диапазоне {\displaystyle 1<s<+\infty }.

## Критическое скольжение
Если постепенно повышать нагрузку двигателя, то скольжение будет расти (ротор будет все сильнее отставать от вращающегося магнитного поля), при этом пропорционально скольжению будет расти ток, наводимый в роторе, а пропорционально ему будет расти и момент. Поэтому при малых нагрузках можно считать, что момент пропорционален скольжению. Но при росте скольжения возрастают активные потери в роторе, которые снижают ток ротора, поэтому момент растет медленнее чем скольжение, и при определенном скольжении момент достигает максимума, а потом начинает снижаться. Скольжение, при котором момент достигает максимума, называется критическим.